# Seongdong-gu
Seongdong-gu é um dos 25 gu (distritos) que compõem a cidade de Seul, na Coreia do Sul. Está situado na margem norte do rio Han. É dividido em 20 dong (bairros).